# 菲尔萨克
菲尔萨克（法語：Fursac，法語發音：[fyʁsak]）是法国克勒兹省的一个市镇，属于盖雷区。

## 历史
菲尔萨克成立于2017年1月1日，由圣艾蒂安-德菲尔萨克和圣皮埃尔-德菲尔萨克两个市镇合并而成。

## 地理
菲尔萨克（46°8'45"N, 1°30'48"E）面积59.03 平方千米，位于法国新阿基坦大区克勒兹省，该省份为法国中部省份，位于法國中央高原西北部，北起安德尔省和谢尔省，西接维埃纳省，南至科雷兹省，东临多姆山省，东北与阿列省接壤。
与菲尔萨克接壤的市镇（或旧市镇、城区）包括：圣莫里斯-拉苏泰赖讷、拉苏泰赖讷、圣普列斯特拉弗耶、尚博朗、勒格朗堡、马尔萨克、阿雷讷、洛里耶尔、福勒、弗罗芒塔勒。
菲尔萨克的时区为UTC+01:00、UTC+02:00（夏令时）。

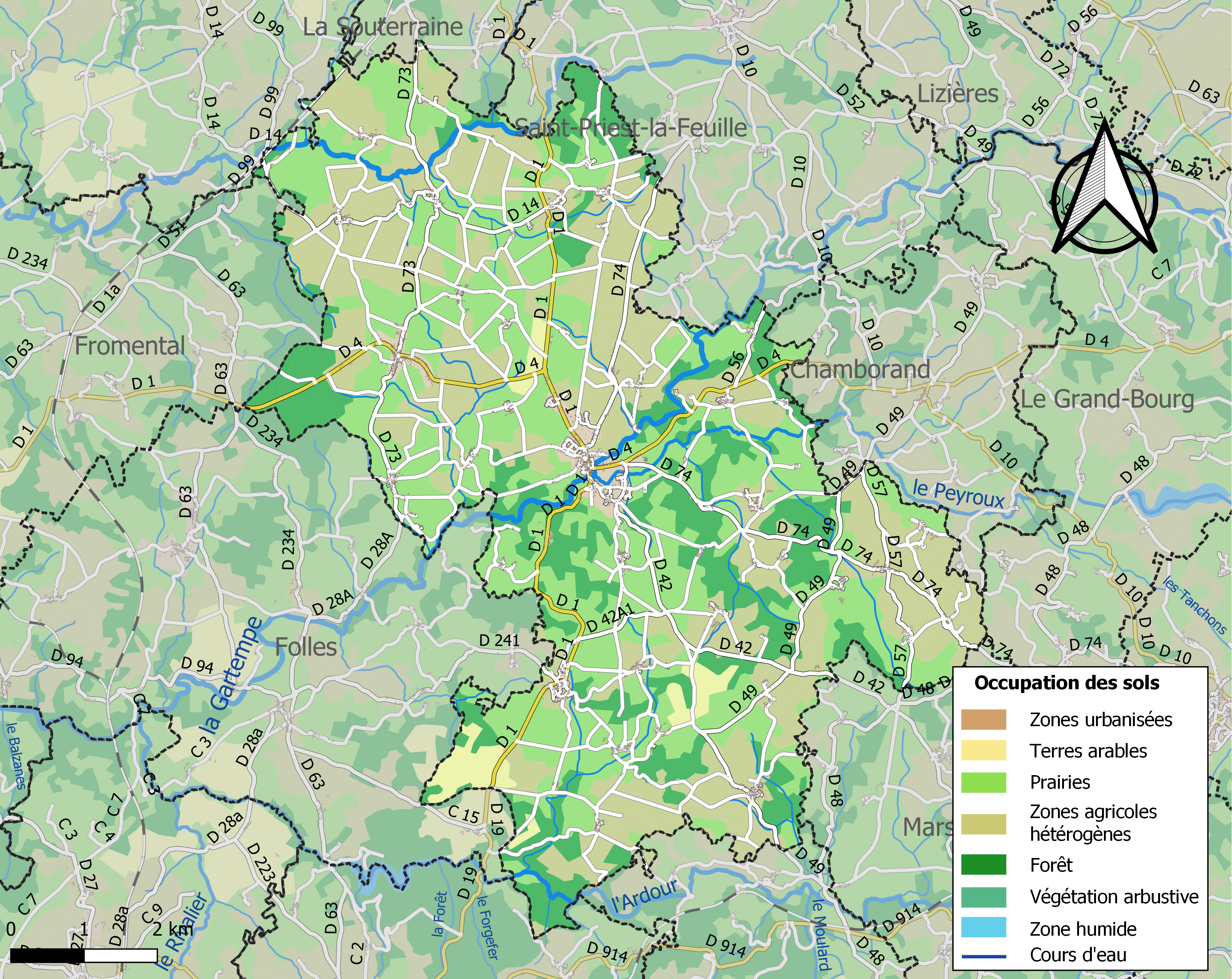
菲尔萨克的OSM定位图

## 行政
菲尔萨克的邮政编码为23290，INSEE市镇编码为23192。

## 政治
菲尔萨克所属的省级选区为勒格朗堡县。

## 人口
菲尔萨克于2022年1月1日时的人口数量为1433人。